# Landline
Pour plus de détails, voir Fiche technique et Distribution.
Landline est une comédie américaine réalisée par Gillian Robespierre et dont la première s'est tenue au Festival du film de Sundance 2017.
Le film, dont le scénario est écrit par la réalisatrice et par Elisabeth Holm, met en scène Jenny Slate, Edie Falco, Abby Quinn, John Turturro, Jay Duplass et Finn Wittrock.

## Fiche technique
- Titre original : Landline
- Titre français : Landline
- Réalisation : Gillian Robespierre

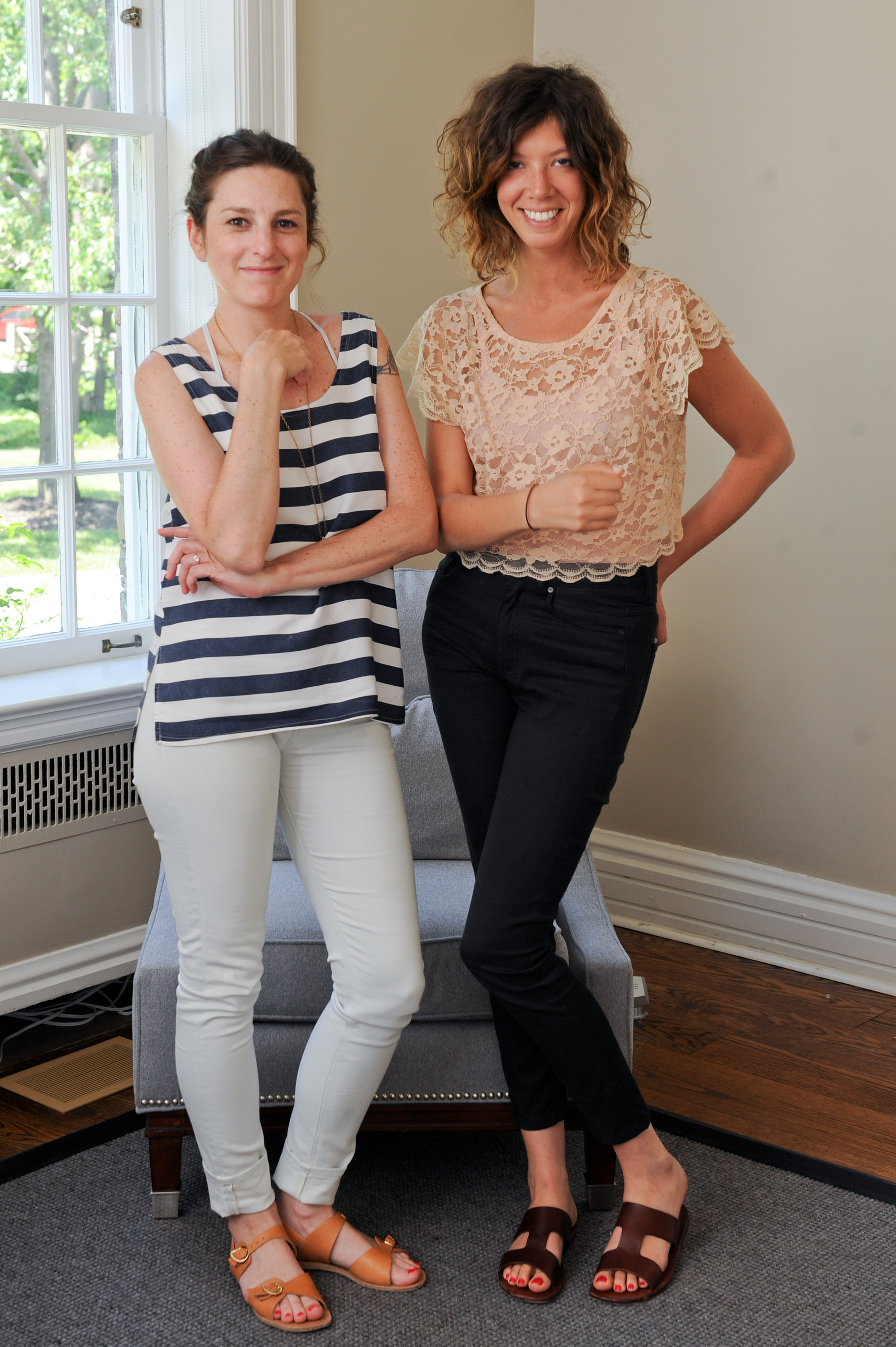
Gillian Robespierre (réalisation et scénario) et Elisabeth Holm (scénario).)

- Scénario : Gillian Robespierre, Elisabeth Holm
- Photographie : Chris Teague
- Montage : Casey Brooks
- Musique : Chris Bordeaux
- Pays d'origine : États-Unis
- Langue originale : anglais
- Format : couleur
- Genre : comédie
- Durée : 93 minutes
- Dates de sortie :
  -  États-Unis : janvier 2017 (Festival du film de Sundance)

## Distribution
- Jenny Slate : Dana
- John Turturro : Alan
- Finn Wittrock : Nate
- Edie Falco : Pat
- Amy Carlson : Carla
- Jay Duplass : Ben
- Jordan Carlos : Ravi
- Inna Muratova : Halloween Reveler
- Ali Ahn : Sandra
- Katrina E. Perkins : Hibachi Patron
- Abby Quinn : Ali
- Mike Massimino : Vargas
- Charlotte Ubben : Allison
- Eric Tabach : Anthony